# Абрамс, Лерой
Леро́й А́брамс (англ. LeRoy Abrams, 1874—1956) — американский ботаник-флорист и систематик.

## Биография
Лерой Абрамс родился 1 октября 1874 года в городе Шеффилд штата Айова. В детстве Лероя семья переехала в Вашингтон, затем — в Калифорнию, где Лерой получал среднее образование. В 1895 году он поступил в Университет Южной Калифорнии. Через год Абрамс перешёл в Стэнфордский университет, который окончил со степенью бакалавра по ботанике в 1899 году.
В 1899—1900 годах Абрамс преподавал в Университете Айдахо, последующие два года работал в Стэнфорде, в 1902 году получил степень магистра. В 1904—1905 годах он работал в Нью-Йоркском ботаническом саду и Колумбийском университете вместе с Дж. К. Смоллом, П. А. Ридбергом и Н. Л. Бриттоном. В 1905—1906 годах Абрамс был ассистентом в Национальном музее Вашингтона. С 1906 года он работал доцентом Стэнфордского университета, в 1920 году стал полным профессором.
В 1909 году Абрамс женился на студентке Стэнфордского университета Летише Паттерсон.
В 1933—1934 годах Лерой Абрамс возглавлял ботаническое отделение Стэнфордского университета. С 1934 по 1940 года он был директором Музея естественной истории. В 1940 году Абрамс получил статус почётного профессора.
В 1948 году Абрамс из-за болезни сердца был вынужден оставить изучение флоры северо-запада США, над монографией которой он работал. Лерой Абрамс скончался 15 августа 1956 года.
Основная часть гербария Л. Абрамса хранится в Гербарии Дадли (DS) Калифорнийской академии наук (CAS).
Член Американской академии искусств и наук (1930).

## Некоторые научные работы
- Abrams, L. A phytogeographic and taxonomic study of the Southern California trees and shrubs (англ.) // Bulletin of the New York Botanical Garden : journal. — 1910. — Vol. 6, no. 21. — P. 299—485.

## Род и некоторые виды растений, названные в честь Л. Абрамса

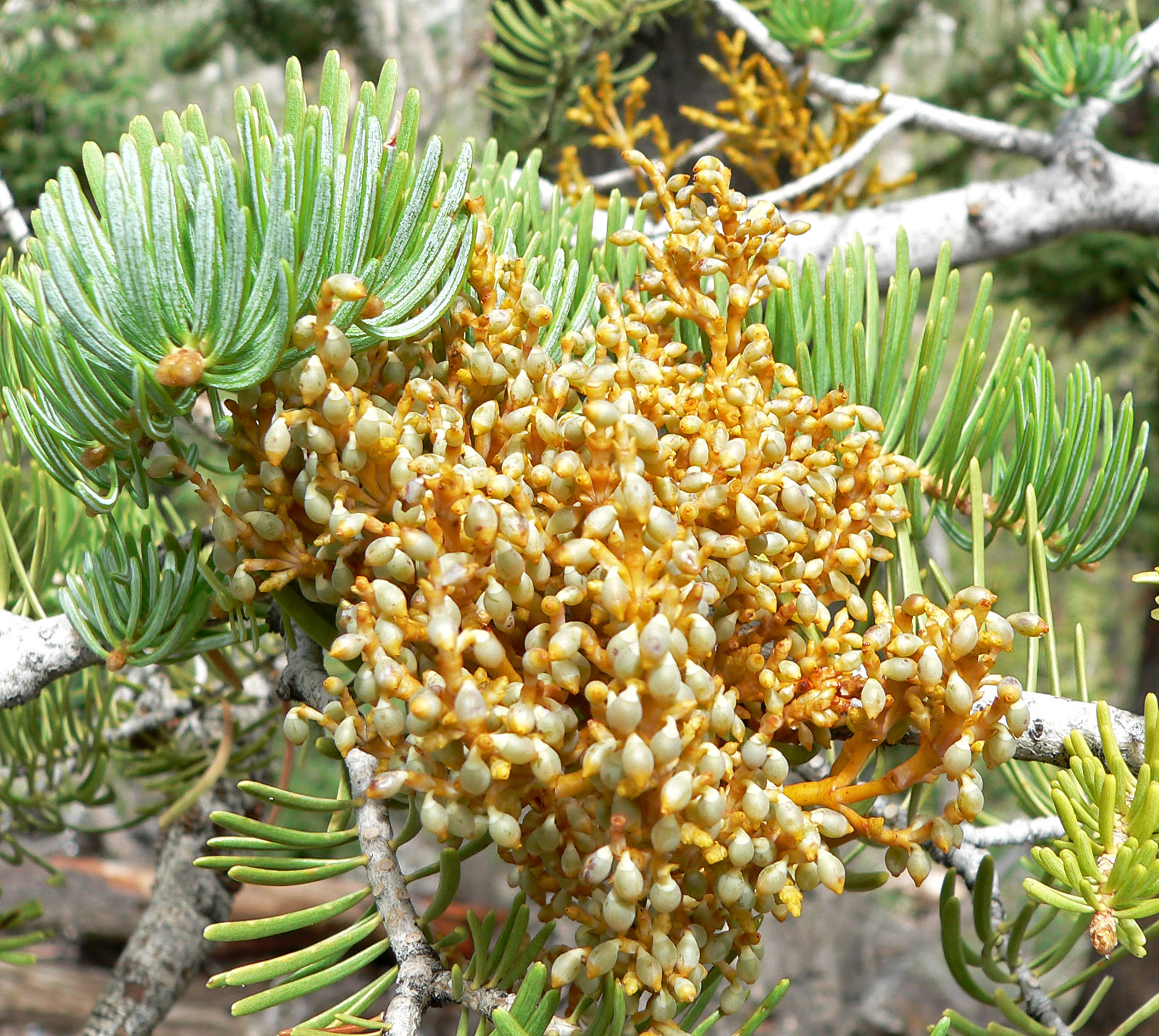
Arceuthobium abietinum (Engelm.)Abrams

- Abramsia Gillespie, 1932 [= Airosperma Lauterb. & K.Schum., 1900]
- Cryptantha abramsii I.M.Johnst., 1923
- Dudleya abramsii Rose, 1903
- Euphorbia abramsiana L.C.Wheeler, 1934
- Heuchera abramsii Rydb., 1905
- Lupinus abramsii C.P.Sm., 1924
- Oenothera abramsii J.F.Macbr., 1922
- Navarretia abramsii Elmer, 1906 [≡ Eriastrum abramsii (Elmer) H.Mason, 1945]
- Pogogyne abramsii J.T.Howell, 1931